# Александър Халифман
Александър Халифман е руски шахматист, 14-и световен шампион по шахмат (версия на ФИДЕ) от 1999 до 2000 г.

## Биография
Научава правилата на шахмата когато е на 6 от баща си, получава званието международен майстор през 1986 г., а през 1990 г. и званието гросмайстор. През 1999 г. печели световното първенство по шахмат на ФИДЕ в турнир на елиминационен принцип в Лас Вегас, САЩ. Губи титлата през следващата година на първенството в Ню Делхи, Индия, където е елиминиран в четвъртфинална партия от индиеца Вишванатан Ананд.

## Успехи
Някои от най-важните успехи на Халифман:
- 1-ви 1982 Младежко първенство на СССР
- 1-ви 1984 Национално първенство на СССР
- 1-ви 1985 Първенство на Москва, СССР
- 1-ви 1987 Първенство на Москва, СССР
- 1-ви 1990 Открито първенство на Ню Йорк, САЩ (тук печели гросмайсторската си титла)
- 2-ри 1994 Шах-фестивал в Елените, България
- 1-ви 1995 Открито първенство на Санкт Петербург, Русия
- 2-ри 1995/6 Хейстингс
- 1-ви 1996 Първенство на Русия
- 1-ви 1997 Световно отборно първенство в Люцерн, Швейцария
- 1-ви 1999 Световно първенство в Лас Вегас, САЩ
- 1-ви 2000 Шахматна олимпиада, Истанбул, Турция